# Antonio del Ceraiolo
Antonio del Ceraiolo né Antonio di Arcangelo, nommé plus simplement il Ceraiolo, (Florence, XVIe siècle), est un peintre italien  de l'école florentine

## Biographie
Actif entre 1520 et 1538, Antonio del Ceraiolo est largement imprégné du style de Fra Bartolomeo.

## Œuvres
- Peintures à l'église San Salvi de Florence,
- Sainte Marie-Madeleine, huile sur bois au musée Condé de Chantilly (restaurée au centre de recherche et de restauration des musées de France à Versailles),
- Portement de Croix dans la chapelle de la famille Antinori, Basilique Santo Spirito de Florence,